# Campionati del mondo di ciclismo su strada 2013

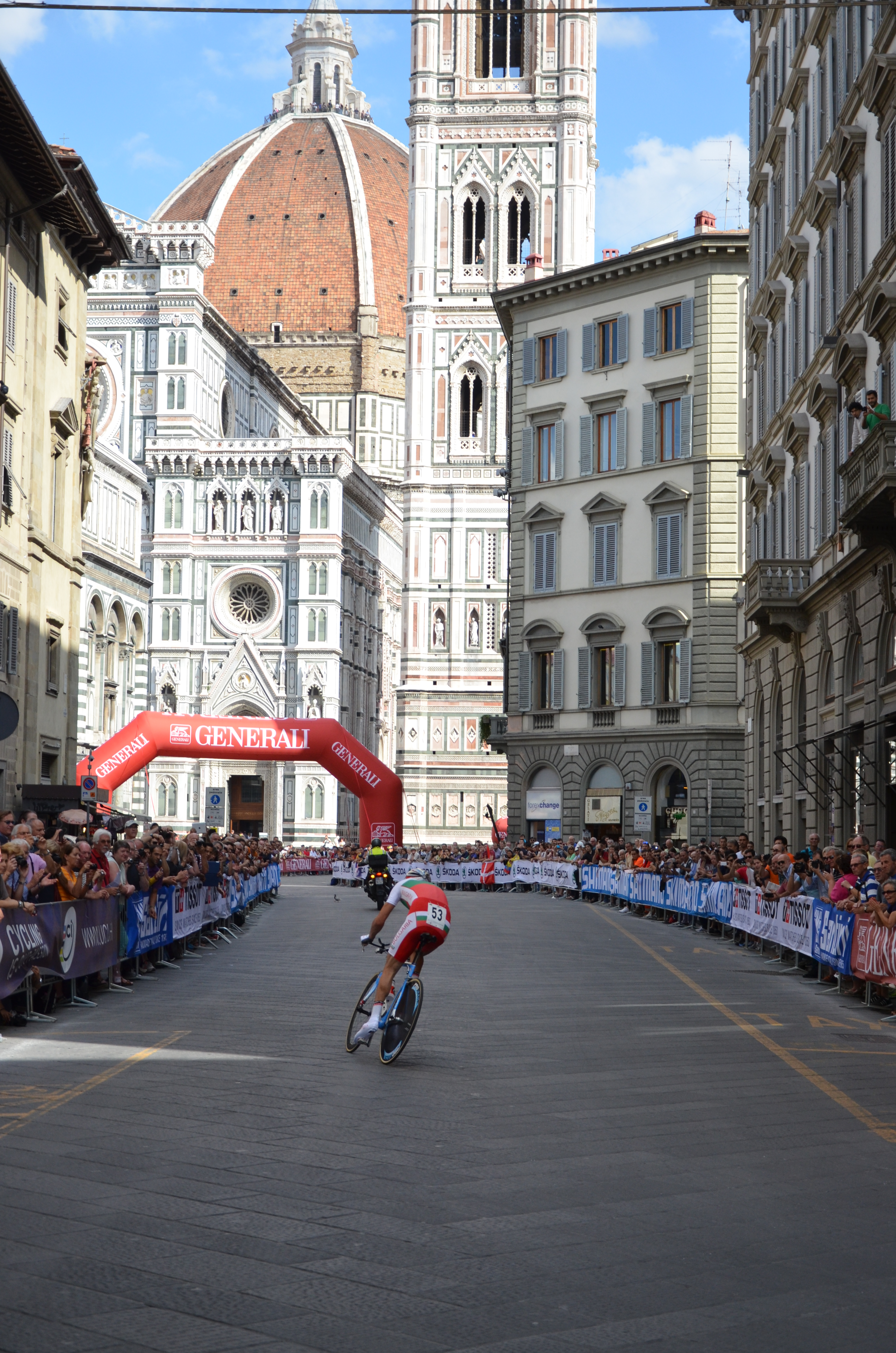
Campionati del mondo di ciclismo su strada 2013 a Firenze

I Campionati del mondo di ciclismo su strada 2013 (en.: 2013 UCI Road World Championships) si svolsero dal 22 settembre al 29 settembre 2013 in Toscana, Italia. In particolare, tutte le gare terminarono a Firenze, mentre le partenze erano divise tra le città di Firenze, Pistoia, Montecatini Terme e Lucca.

## Città candidate
Oltre a Firenze, la candidatura era stata presentata dalle città di Ponferrada, in Spagna, Genova, in Italia, e Hooglede-Gits, in Belgio. Le ultime due furono escluse nel 2009, mentre la decisione finale è stata presa durante la riunione del consiglio direttivo dell'UCI del 29 settembre 2010.
Il presidente del Comitato Organizzatore è stato Angelo Zomegnan.

## Mascotte
La mascotte dell'evento scelta dal comitato organizzatore è Pinocchio. In particolare un Pinocchio vestito con i colori della maglia del campionato del mondo e con il tipico cappello a punta anch'esso dei colori del campionato del mondo.

## Eventi
Gli organizzatori hanno determinato per tutte le competizioni il transito dal Duomo di Firenze e il traguardo presso il Nelson Mandela Forum.
Per tutte le gare in linea è stato previsto un circuito, da ripetere un diverso numero di volte, tra l'arrivo e Fiesole. Tale circuito presentava come principali asperità la salita al paese di Fiesole, con una salita di 4,4 km con una pendenza media del 5,2% e massima del 9% e, dopo la discesa fino a via Faentina presso Pian di Mugnone, il "muro" di via Salviati con una salita di 600 metri dalla pendenza media del 12% con pendenza massima del 19,4% nel tratto finale; dopo la discesa in via Bolognese e il breve tratto in salita di via Trento, discesa in via Trieste, poi tratto cittadino in pianura con rettilineo finale di 1,5 km dalla discesa del cavalcavia ferroviario di Piazza delle Cure fino alla linea del traguardo posta lungo viale Pasquale Paoli.
La gara in linea della categoria Uomini Élite si è svolta lungo un percorso di 272,26 km con partenza da Lucca, dove c'è stata una passerella dei ciclisti lungo le mura cittadine prima di arrivare al chilometro zero dal quale aveva inizio ufficialmente la gara. Da Lucca veniva percorso un tratto pianeggiante con l'attraversamento del centro di Porcari, per poi giungere dopo un tratto in leggera ascesa al centro storico di Montecarlo, da dove il percorso proseguiva lungo tratti pianeggianti verso la provincia di Pistoia con attraversamento di Collodi, Borgo a Buggiano, Montecatini Terme, Monsummano Terme, Larciano e Lamporecchio, da dove aveva inizio la salita del San Baronto (scollinamento a 341 metri s.l.m.) dopo una salita di circa 4 km. Dopo un tratto in discesa di alcuni chilometri veniva raggiunta la piana pistoiese in località Casalguidi, da dove il percorso proseguiva lambendo Quarrata e, dopo aver raggiunto la strada statale 66 Pistoiese in località Olmi, veniva attraversata la parte meridionale della provincia di Prato con transito dal centro storico di Poggio a Caiano. La corsa entrava quindi in provincia di Firenze dove venivano attraversate le varie frazioni dei comuni di Campi Bisenzio e di Signa situate lungo la medesima strada statale, fino all'ingresso nel comune di Firenze dopo circa 90 km di gara. Dall'ingresso nel comune di Firenze, il percorso percorreva via Baracca, il Parco delle Cascine e il centro storico con attraversamento di parte dei lungarni occidentali, di Via de' Tornabuoni, Piazza della Repubblica e di Piazza del Duomo. Il percorso attraverso i lungarni orientali raggiungeva piazza Alberti e l'area del Campo di Marte dove presso il Nelson Mandela Forum, al km 106,600 aveva inizio il circuito di Firenze-Fiesole di km 16,600 che veniva percorso 10 volte.

### Cronosquadre
Domenica 22 settembre
- 10:00 - Donne Élite, 42,79 km (Pistoia-Firenze)
- 14:00 - Uomini Élite, 57,20 km (Montecatini-Firenze)

### Cronometro individuali
Lunedì 23 settembre
- 10:00 - Donne Junior, 16,27 km (Firenze Cascine-Firenze)
- 14:00 - Uomini Under 23, 43,49 km (Pistoia-Firenze)

Martedì 24 settembre
- 10:00 - Uomini Junior, 22,05 km (Firenze Cascine-Firenze)
- 14:30 - Donne Élite, 22,05 km (Firenze Cascine-Firenze)

Mercoledì 25 settembre
- 13:15 - Uomini Élite, 57,9 km (Montecatini-Firenze)

### Corse in linea
Venerdì 27 settembre
- 8:30 - Donne Junior, 82,85 km (Firenze Mandela Forum-Firenze)
- 13:00 - Uomini Under 23, 173,19 km (Montecatini-Firenze)

Sabato 28 settembre
- 8:30 - Uomini Junior, 140,05 km (Montecatini-Firenze)
- 14:15 - Donne Élite, 140,05 km (Montecatini-Firenze)

Domenica 29 settembre
- 10:00 - Uomini Élite, 272,26 km (Lucca-Firenze)

## Medagliere
| Pos.   | Nazione       | Oro | Argento | Bronzo | Totale |
| ------ | ------------- | --- | ------- | ------ | ------ |
| 1      | Paesi Bassi   | 3   | 1       | 0      | 4      |
| 2      | Belgio        | 2   | 0       | 0      | 2      |
| 3      | Australia     | 1   | 2       | 2      | 5      |
| 4      | Danimarca     | 1   | 2       | 1      | 4      |
| 5      | Francia       | 1   | 1       | 0      | 2      |
| 6      | Stati Uniti   | 1   | 0       | 2      | 3      |
| 7      | Germania      | 1   | 0       | 0      | 1      |
| 7      | Slovenia      | 1   | 0       | 0      | 1      |
| 7      | Portogallo    | 1   | 0       | 0      | 1      |
| 10     | Regno Unito   | 0   | 1       | 1      | 2      |
| 10     | Spagna        | 0   | 1       | 1      | 2      |
| 12     | Nuova Zelanda | 0   | 1       | 0      | 1      |
| 12     | Russia        | 0   | 1       | 0      | 1      |
| 12     | Sudafrica     | 0   | 1       | 0      | 1      |
| 12     | Svezia        | 0   | 1       | 0      | 1      |
| 16     | Svizzera      | 0   | 0       | 1      | 1      |
| 16     | Ucraina       | 0   | 0       | 1      | 1      |
| 16     | Norvegia      | 0   | 0       | 1      | 1      |
| 16     | Albania       | 0   | 0       | 1      | 1      |
| 16     | Italia        | 0   | 0       | 1      | 1      |
| Totale | Totale        | 12  | 12      | 12     | 36     |

## Sommario degli eventi
| Eventi                 | Oro                               | Tempo                      | Argento                                 | Tempo   | Bronzo                        | Tempo   |
| Uomini Elite           |                                   |                            |                                         |         |                               |         |
| Gara in linea dettagli | Rui Costa Portogallo              | 7h25'44" Media 36,648 km/h | Joaquim Rodríguez Spagna                | s.t.    | Alejandro Valverde Spagna     | a 15"   |
| Cronometro dettagli    | Tony Martin Germania              | 1h05'36" Media 52,911 km/h | Bradley Wiggins Regno Unito             | a 46"   | Fabian Cancellara Svizzera    | a 48"   |
| Cronosquadre dettagli  | Omega Pharma-Quickstep Belgio     | 1h04'16" Media 53,391 km/h | Orica-GreenEDGE Australia               | a 0"81  | Sky Procycling Regno Unito    | a 21"   |
| Uomini Under-23        |                                   |                            |                                         |         |                               |         |
| Gara in linea dettagli | Matej Mohorič Slovenia            | 4h20'18" Media 39,920 km/h | Louis Meintjes Sudafrica                | a 3"    | Sondre Holst Enger Norvegia   | a 13"   |
| Cronometro dettagli    | Damien Howson Australia           | 49'49" Media 52,326 km/h   | Yoann Paillot Francia                   | a 57"   | Lasse Norman Hansen Danimarca | a 1'10" |
| Uomini Junior          |                                   |                            |                                         |         |                               |         |
| Gara in linea dettagli | Mathieu van der Poel Paesi Bassi  | 3h33'14" Media 39,407 km/h | Mads Pedersen Danimarca                 | a 3"    | Iltjan Nika Albania           | s.t.    |
| Cronometro dettagli    | Igor Decraene Belgio              | 26'56" Media 48,539 km/h   | Mathias Krigbaum Danimarca              | a 8"    | Zeke Mostov Stati Uniti       | a 21"   |
| Donne Elite            |                                   |                            |                                         |         |                               |         |
| Gara in linea dettagli | Marianne Vos Paesi Bassi          | 3h44'00" Media 37,406 km/h | Emma Johansson Svezia                   | a 15"   | Rossella Ratto Italia         | s.t.    |
| Cronometro dettagli    | Ellen van Dijk Paesi Bassi        | 27'48" Media 47,00 km/h    | Linda Villumsen Nuova Zelanda           | a 24"   | Carmen Small Stati Uniti      | a 28"   |
| Cronosquadre dettagli  | Specialized-Lululemon Stati Uniti | 51'10" Media 50,165 km/h   | Rabobank Women Cycling Team Paesi Bassi | a 1'11" | Orica-AIS Australia           | a 1'33" |
| Donne Junior           |                                   |                            |                                         |         |                               |         |
| Gara in linea dettagli | Amalie Dideriksen Danimarca       | 2h32'23" Media 32,621 km/h | Anastasija Jakovenko Russia             | s.t.    | Olena Demidova Ucraina        | a 3"    |
| Cronometro dettagli    | Séverine Eraud Francia            | 22'42" Media 42,773 km/h   | Alexandria Nicholls Australia           | a 2"    | Alexandra Manly Australia     | a 8"    |